# Varzo

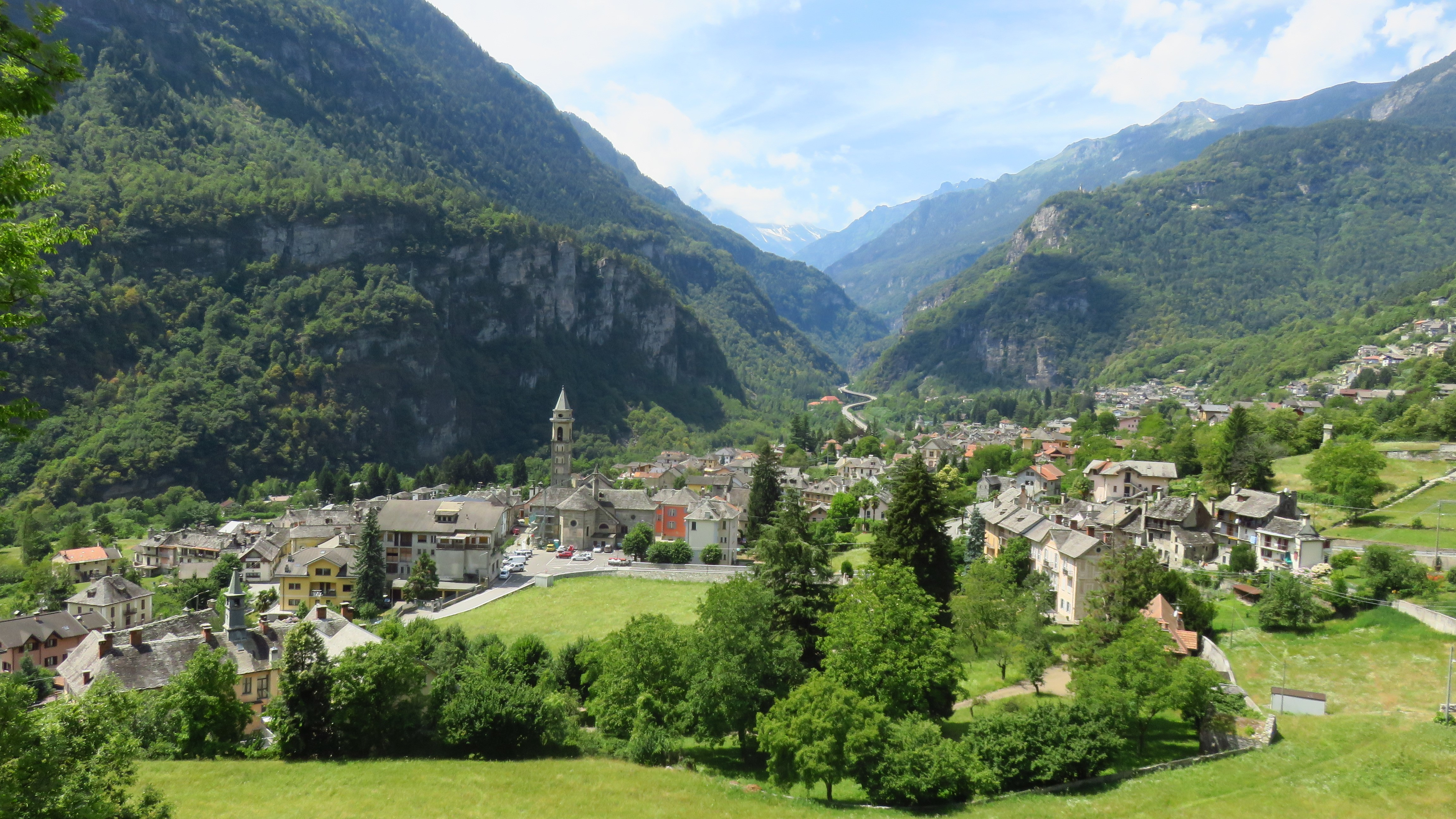
Varzo

Varzo es una comune italiana de la provincia de Verbano-Cusio-Ossola, en Piamonte. Tiene una población estimada, a fines de agosto de 2021, de 1945 habitantes.